# Den tysta kärleken
Den tysta kärleken är en dikt av Hedvig Charlotta Nordenflycht. Det är oklart vilket år dikten är skriven (Nordenflycht var i livet mellan 1718 och 1763) men dikten publicerades någon gång innan 1923. Det är en 44 ord lång kärleksdikt. Diktens första utgivning i en diktsamling var i Kvinnors dikt om kärlek som gavs ut 1978.

## Bakgrund
På grund av oklara tidsuppgifter angående när dikten skrevs är det svårt att sätta ord på varför Nordenflycht skrev denna dikt. Nordenflycht var dock en kvinna som erfor kärlekskänslor tidigt i sitt liv. Hon gifte sig med sin privatlärare i franska på våren 1741, alltså vid 22 års ålder. Detta äktenskap tog slut redan i december samma är då läraren vid namn Jacob Fabricius hastigt dog. Efter denna händelse började Nordenflycht skriva sorgsna dikter och av detta kan man dra slutsatsen att Den tysta kärleken skrivits innan Fabricius död 1741 om dikten syftade på henne själv. 

## Form och innehåll
Dikten är uppbyggd av 14 korta rader på 2-4 ord som bildar en 44 ord lång dikt. 
Dikten består av många rim. Rimmen är alltid placerade som det sista ordet i raden. Även om raderna har olika längd bryter det inte detta mönster. I början av dikten finns det även ett klart mönster i hur dessa rim utvecklas. Det är två rader som rimmar med varandra som sedan uppföljs av ytterligare två rimmande rader. Dessa totalt fyra rimmande rader bryts sedan i form av en rad utan rim. Detta mönster upprepas ytterligare en gång. 
Dikten präglas av anaforer (upprepningar i början på rader och meningar). De fyra första raderna av dikten börjar med ordet "jag". I den senare delen av dikten börjar även två meningar med "O". Dessa meningar är även uppbyggda på samma sätt.
Diktens innehåll består av en beskrivning av hur diktjagets kärlek känns. Den beskrivs som smärtsam men samtidigt som fantastiskt. Ett bra exempel på det är meningen "O, allraljuvsta börda!" som bevisar att kärleken i dikten, fastän den är en börda, så är den ljuv.

## Språk och stil
Följande är stilfigurer som kan identifieras i dikten: 
- Liknelser: I dikten sägs det "mitt hjärta i tysthet fräter opp". Hjärtat fräts inte upp bokstavligt utan det är en liknelse för den smärta kärleken ådrar diktjaget.
- Anafor: De första fyra raderna börjar alla med ordet "jag" och följes sedan upp av ett verb. En bit ner i dikten finns det även en upprepning av "O" i början av meningarna.
- Rim är en väsentlig del av dikten. Den är till stor del uppbyggd av just rim och därför blir rim en viktig del av dikten.
- Utrop: I dikten identifieras utrop i samband med meningen "O, allraljuvsta börda!." Det är inte konstigt att utrop finns med här då detta är kulmen av dikten. Innan detta utrop har Nordenflycht beskrivit kärleken som smärtsam och nu i en helomvändning beskriver hon att kärleken är fantastisk. För att förtydliga och förstärka detta använder Nordenflycht sig av utrop.
- Stegring i form av hur beskrivningen av kärleken intensifieras.
- Antites genom att även om kärleken beskrivs som smärtsam men även som det allra ljuvaste.

## Ordval
Ordvalet påverkas av aspekten att det är smärtsam kärlek som beskrivs i dikten. Det finns många exempel på hur ord med smärtsam koppling använts i dikten för att förstärka förståelsen av att dikten beskriver smärtsam kärlek. Exempel på dessa ord är plåga, smärta, lider och kämpar. 
Det är dock inte bara enstaka ord som leder till känslan av smärta. Även ordföljder leder till denna känsla. Exempel på det är "älskar utan hopp". Samtidigt tyder ordvalet att det är något speciellt med kärleken och att även om den är smärtsam så kan diktjaget nöjas av denna smärta.